# Rajd Dolnośląski 1994
Rajd Dolnośląski 1994 – 29. edycja Rajdu Dolnośląskiego. Był to rajd samochodowy rozgrywany od 14 do 15 października
1994 roku. Była to siódma runda Rajdowych Samochodowych Mistrzostw Polski w roku 1994. Rajd składał się z siedemnastu odcinków specjalnych.

## Wyniki końcowe rajdu[1]
| Miejsce | Kierowca            | Pilot              | Samochód                    | Czas    | Strata | Grupa Klasa |
| ------- | ------------------- | ------------------ | --------------------------- | ------- | ------ | ----------- |
| 1       | Bogdan Herink       | Barbara Stępkowska | Renault Clio Williams       | 1:50:54 | -      | A7          |
| 2       | Krzysztof Hołowczyc | Maciej Wisławski   | Toyota Celica Turbo 4WD     | 1:51:27 | +33    | N4          |
| 3       | Robert Herba        | Artur Skorupa      | Nissan Sunny GTI-R          | 1:52:57 | +2:03  | A8          |
| 4       | Wiesław Stec        | Maciej Maciejewski | Mitsubishi Galant VR-4      | 1:53:01 | +2:07  | N4          |
| 5       | Waldemar Doskocz    | Aleksander Dragon  | Renault Clio 16V            | 1:53:52 | +2:58  | A7          |
| 6       | Andrzej Chojnacki   | Piotr Namysłowski  | Ford Escort RS Cosworth     | 1:54:04 | +3:10  | N4          |
| 7       | Andrzej Koper       | Jakub Mroczkowski  | Renault Clio Williams       | 1:54:12 | +3:18  | A7          |
| 8       | Maciej Kołomyjski   | Sławomir Łuba      | Ford Sierra RS Cosworth 4x4 | 1:57:51 | +6:57  | N4          |
| 9       | Cezary Fuchs        | Andrzej Górski     | Ford Escort RS Cosworth     | 1:58:43 | +7:49  | N4          |
| 10      | Zenon Sawicki       | Jarosław Baran     | Ford Sierra RS Cosworth 4x4 | 1:59:44 | +8:50  | N4          |